# ویلیامز برنز
ویلیامز برنز (انگلیسی: William Burns; ۲۴ مارس ۱۸۷۵ – ۶ اکتبر ۱۹۵۳) بازیکن لاکراس اهل کانادا بود.